# The Miniver Story
 The Miniver Story és una pel·lícula estatunidenca dirigida per H.C. Potter, estrenada el 1950.

## Argument
Seqüela de la inoblidable pel·lícula de William Wyler Mrs. Miniver, per desgràcia inferior a l'original. Rodada vuit anys després, descriu els esforços de la família Miniver per superar les ferides infligides per la Segona Guerra Mundial. Curiosament, el film obvia qualsevol referència al fill gran, pilot, que enviduava inesperadament en la pel·lícula original. H.C. Potter aconsegueix lliurar una història presentable, sobre les dificultats de reassumir la normalitat després de sofrir una guerra, amb nous conflictes sentimentals.

## Repartiment
- Greer Garson: Kay Miniver
- Walter Pidgeon: Clem Miniver
- John Hodiak: Spike Romway
- Leo Genn: Steve Brunswick
- Cathy O'Donnell: Judy Miniver
- Reginald Owen: Foley
- Anthony Bushell: Dr. Kaneslaey
- Richard Gale: Tom Foley
- Peter Finch: L'oficial polonès
- James Fox: Toby Miniver
- Cicely Paget-Bowman: Sra. Kanesley
- Ann Wilton: Jeanette
- Henry Wilcoxon: El Pastor

## Galeria

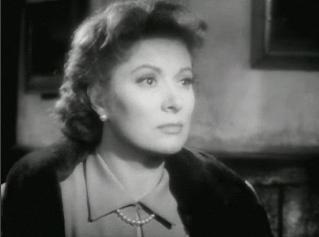
Greer Garson
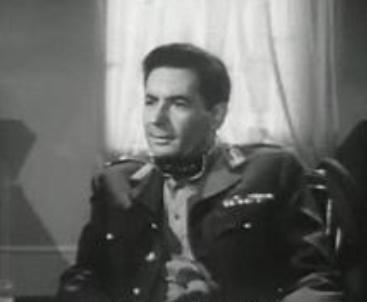
Leo Genn
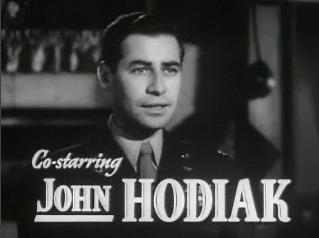
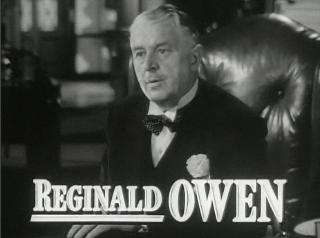
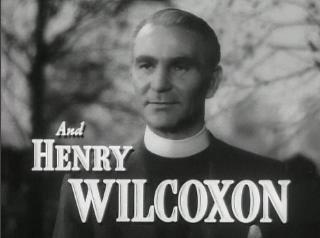

## Al voltant de la pel·lícula
Aquesta pel·lícula és la continuació de " Mrs. Miniver " pel·lícula de 1942.